# Christian Wilhelm Franz Walch

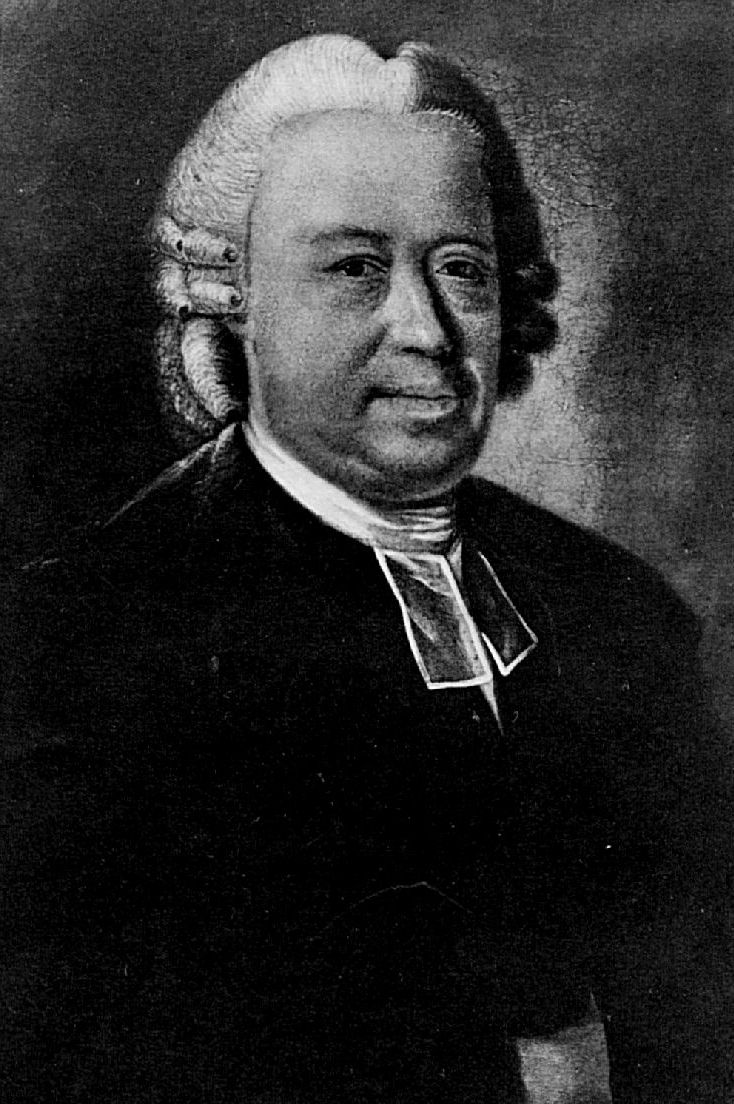
Christian Wilhelm Franz Walch.

Christian Wilhelm Franz Walch, född den 25 december 1726, död den 10 mars 1784, var en tysk teolog. Han var son till Johann Georg Walch och bror till Johann Ernst Immanuel Walch.
Walch blev 1750 extra ordinarie professor i filosofi i Jena samt 1754 extra ordinarie och 1757 ordinarie professor i teologi i Göttingen.